# کلمبیا گرافوفون کمپانی
کلمبیا گرافوفون کمپانی (انگلیسی: Columbia Graphophone Company) یک ناشر آثار موسیقی و یکی از نخستین ناشران موسیقی برای گرامافون بود که در دهه ۶۰ و ۷۰ میلادی موفقیت بسیاری کسب کرد. بعدها این شرکت در ئی‌ام‌آی رکوردز ادغام شد